# José Luis Rodríguez del Corral
José Luis Rodríguez del Corral (Morón de la Frontera, provincia de Sevilla, 26 de febrero de 1959) es un escritor español. A los 18 años se trasladó a Sevilla para cursar estudios de filología hispánica, carrera que abandonó para abrir una librería de humanidades, La Roldana, que permaneció en activo 21 años. 
Codirigió la revista Tempestas, de la que salieron 13 números. Publicó crítica literaria en El Diario de Sevilla. En el año 2003 cerró la librería y ganó el XXV y último Premio La Sonrisa Vertical con su primera novela "Llámalo deseo" obra que se estructura en torno a 4 personajes cada uno de los cuales tiene una visión diferente del erotismo. En 2005 publicó "La Cólera de Atila", novela que recrea la época terrible y fabulosa en que empezó a configurarse Europa.
En 2011 obtuvo el premio Café Gijón por su novela Blues de Trafalgar.